# Deomyinae
Die Deomyinae sind eine Unterfamilie der Langschwanzmäuse (Muridae) mit rund 42 Arten in vier Gattungen.
Es sind äußerlich mäuseähnliche Tiere mit einer Kopf-Rumpf-Länge von sieben bis 18 Zentimetern. Das Fell der meisten Arten ist lang und dicht, seine Färbung variiert von gelblich über rötlich-braun bis grauschwarz. Einige Arten weisen am Rücken Stacheln auf.
Deomyinae leben in Afrika, im westlichen Asien bis Pakistan sowie auf den Mittelmeerinseln Zypern und Kreta. Ihr Lebensraum ist variabel und reicht von Wüstengebieten bis dichten Wäldern.
Die meisten Arten sind Bodenbewohner, je nach Art können sie tag-, dämmerungs- oder nachtaktiv sein. Ungewöhnliche für Nagetiere ist ihre Ernährung: vielfach fressen sie vorwiegend Insekten oder sogar kleine Wirbeltiere, nehmen aber oft auch pflanzliche Kost zu sich.
Die Deomyinae umfassen vier Gattungen:
- Kongo-Waldmaus (Deomys ferrugineus)
- Stachelmäuse (Acomys), rund 20 Arten
- Bürstenhaarmäuse (Lophuromys), rund 20 Arten
- Weißbauch-Bürstenhaarmaus (Uranomys ruddi)

Während die letztgenannten drei Gattungen schon länger als nahe verwandt erkannt waren und gelegentlich als Acomyinae zusammengefasst wurden, wurde die Kongo-Waldmaus häufig in die Baummäuse (Dendromurinae) eingegliedert oder als eigene Unterfamilie Deomyinae geführt. Molekulargenetische Untersuchungen haben jedoch die Verwandtschaft dieser vier Gattungen bestätigt. Eindeutige morphologische Gemeinsamkeiten gibt es nicht.